# Merostomata
Los merostomados (Merostomata) constituyen una clase del subfilo de los quelicerados dentro del filo de los artrópodos, lo que los sitúa muy próximos a los arácnidos.

## Características
Al igual que los arácnidos, tienen un par de quelíceros junto a la boca y el cuerpo dividido en dos regiones, un prosoma (cefalotórax) y un opistosoma (abdomen). Sin embargo, se diferencian de los arácnidos por la falta de pedipalpos, que han sido sustituidos por otro par de patas marchadoras, por lo que tienen 5 pares de patas en lugar de 4. El opistosoma se divide, como en los escorpiones, en dos secciones, llamadas respectivamente mesosoma (preabdomen) y metasoma (postabdomen).
En todos los casos se trata de animales acuáticos, con branquias, aunque algunos euriptéridos eran más probablemente anfibios. Los únicos merostomas actuales, con muy pocas especies, son los xifosuros, conocidos popularmente como "cacerolas de las Molucas" y "cangrejos herradura". Los euriptéridos son a veces llamados escorpiones marinos, aunque la mayor parte habitaron más bien aguas dulces o salobres de pantanos y estuarios. La escasa representación actual del grupo no da la medida de su importancia en el pasado.

## Clasificación
Los merostomados se clasifican tradicionalmente en dos grupos que tratamos aquí con la categoría de subclase, los xifosuros (Xiphosura) y los euriptéridos (Eurypterida). Estos últimos se extinguieron al final del Paleozoico. 
Estudios publicados en 2019 ubican a los xifosuros dentro de la clase Arachnida, junto con los verdaderos arácnidos, lo que los dejaría fuera de la clase de los merostomados y los separaría de los euriptéridos.

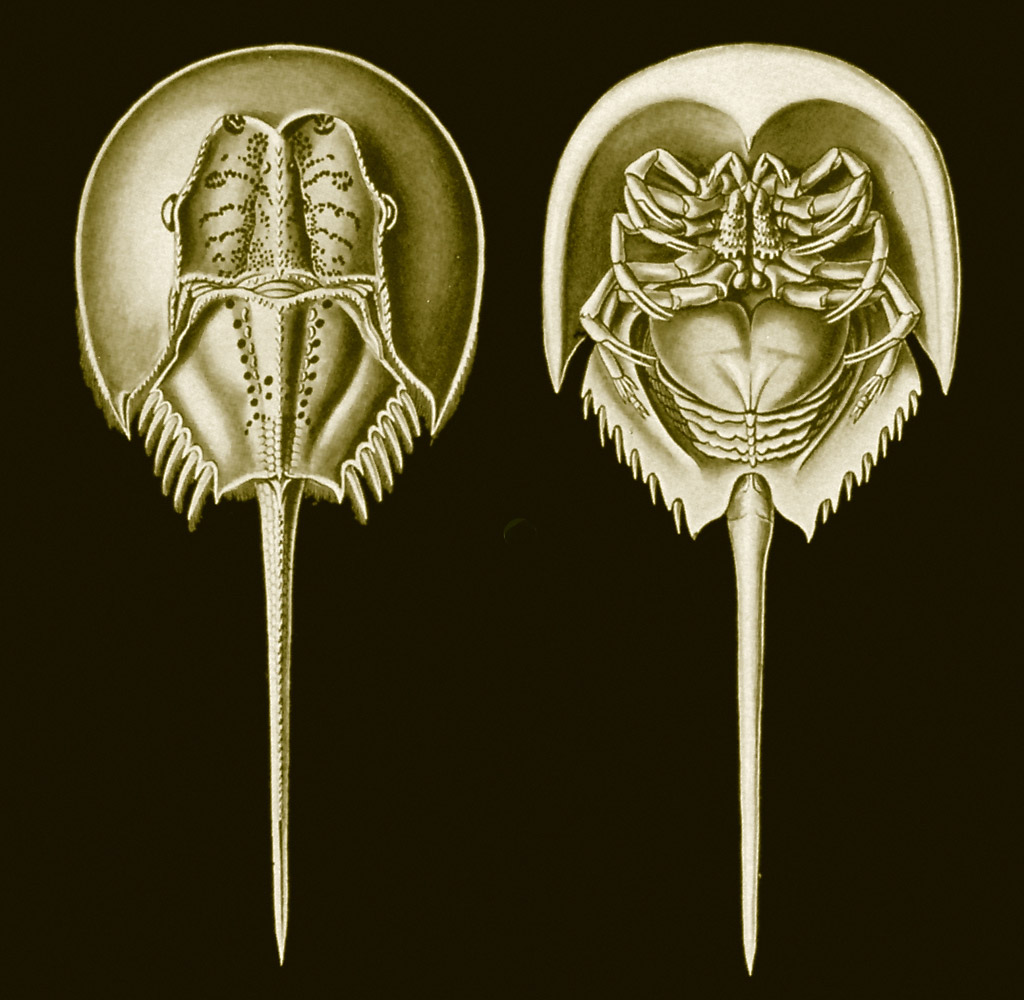
Limulus polyphemus, s. Haeckel.

| Los xifosuros incluyen solo cuatro especies vivientes, siendo la más común Limulus polyphemus o cangrejo de herradura, aunque son todas muy semejantes entre sí. Se consideran fósiles vivientes porque han evolucionado muy poco en sus más de 450 millones de años de existencia; aparecen por primera vez en el registro fósil en el Ordovícico Inferior. |

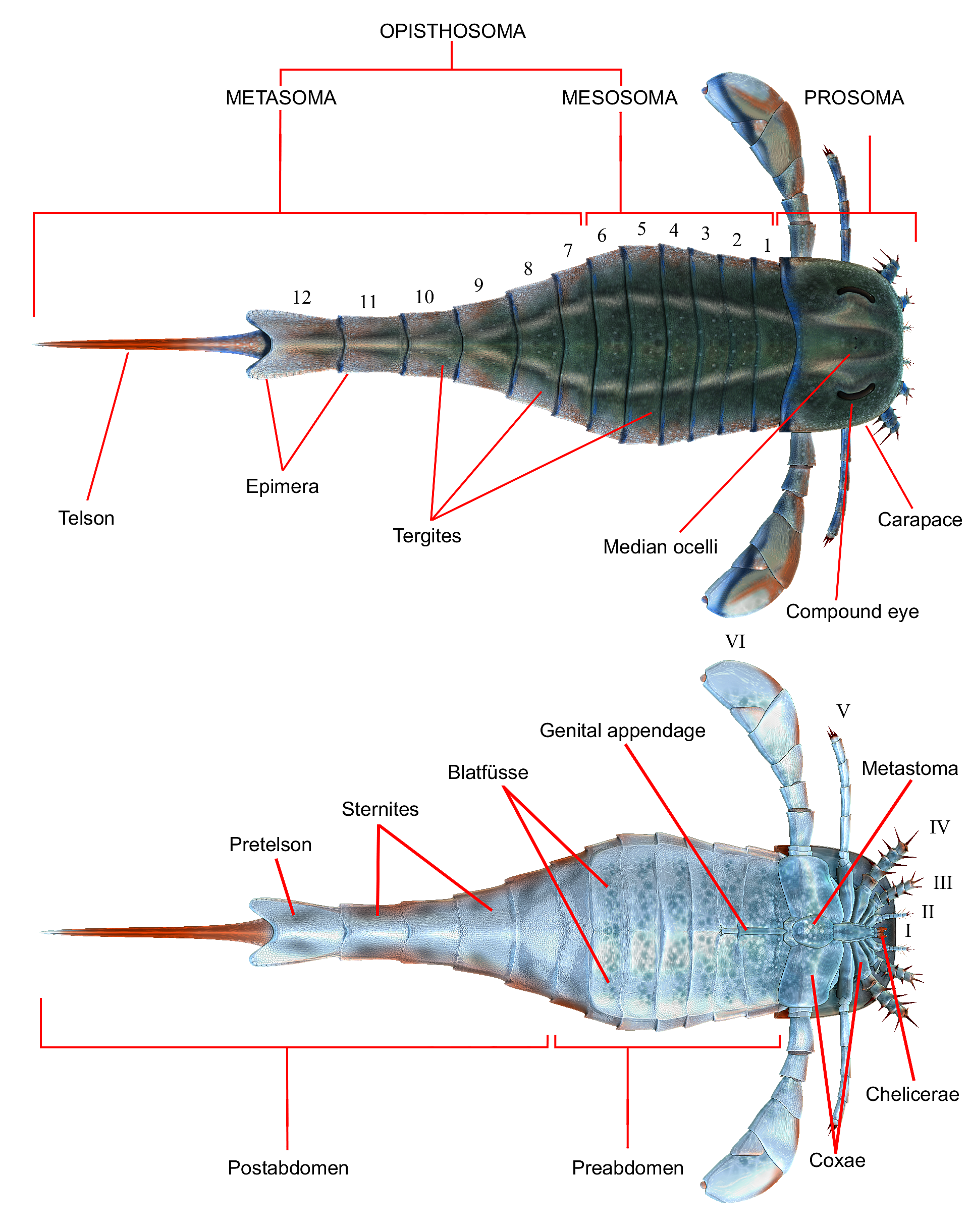
Anatomía de un Eurypterus.

| Los euriptéridos o gigantostráceos, se extinguieron al final del Paleozoico. Eran acuáticos o anfibios, y destacan por haber alcanzado los mayores tamaños entre los artrópodos (hasta 2,5 m de longitud). Se conocen con el poco afortunado nombre de escorpiones marinos, ya que la parte posterior del cuerpo recuerda a la de los escorpiones por presentar un metasoma más estrecho, pero carecían de glándula venenosa; los euriptéridos no son escorpiones, ni están emparentados con ellos. Se conocen más de 300 especies. |